# Barbara Castleton
Barbara Castleton (14 de septiembre de 1894 - 23 de diciembre de 1978) fue una actriz que actuó durante la era de cine mudo. Castleton apareció en una variedad de películas entre 1914 y 1923, acumulando 28 películas en toda su carrera.

## Carrera
Nacida en Little Rock (Arkansas), Castleton fue una de las actrices que tuvo menos fama trabajando en Samuel Goldwyn Studio, junto con  Cullen Landis, James Kirkwood, y Rowland Lee. Mientras que las verdaderos actores que pudieron brillar en la compañía fueron Madge Kennedy, Geraldine Farrar, Will Rogers, y Tom Moore. Hizo su primera aparición como actriz cinematográfica en The Ordeal (1914). Mientras que su primer papel protagónico fue en Branding Iron (1920), una película dirigida por Reginald Barker.

## Vida personal y Muerte
Castleton se casó por primera vez con George W. Zimmerman, un abogado que trabajaba en Vancouver, Columbia Británica. En octubre de 1921, Castleton ganó una demanda contra Zimmerman en Reno, Nevada. Castleton sostuvo que Zimmerman jugaba contra ella en el más allá de sus ingresos. El decreto fue otorgado como crueldrad. Y en junio de 1920 Castleton se casó con el dramaturgo Willard Mack.
Después de su retiro, Castleton empezó a trabajar como coleccionista de muebles. En marzo de 1923, empezó a comprar un par de sillones con terciopelo azul con flecos Van Dyke que venía de principios del siglo XVII y una mesa octogonal que venía del nogal del siglo XVII con una base tallada elaborada. Las piezas fueron compradas en una venta de muebles antiguos y finos en Dabissi que fue celebrado en American Art Galleries en la ciudad de Nueva York.
Castleton murió en Boca Ratón, Florida en 1978.

## Filmografía

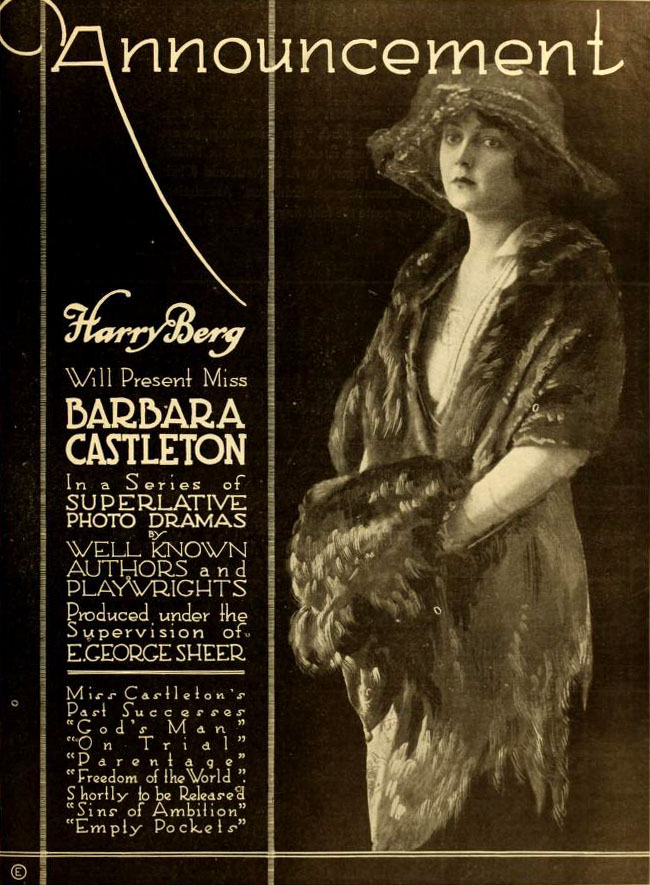
Publicación (1917)

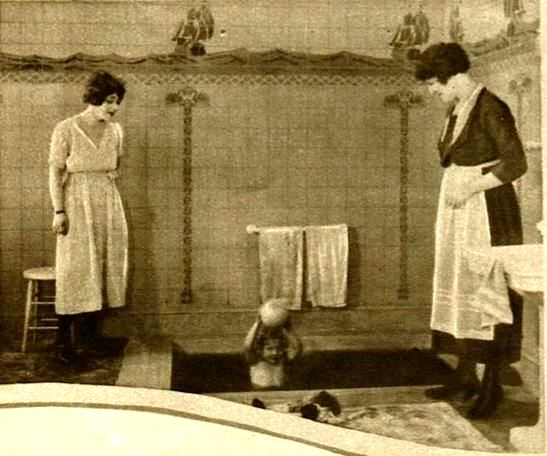
Escena de The Child Thou Gavest Me (1921) con Barbara Castleton (izquierda) y Richard Headrick interpretando al pequeño Bobby.

| Año  | Título                       | Papel                    | Notas |
| ---- | ---------------------------- | ------------------------ | --- |
| 1914 | The Ordeal                   |                          | Título alternativo: The Mothers of Liberty |
| 1916 | A Daughter of the Gods       |                          | |
| 1917 | For the Freedom of the World | Betty Milburn            | |
| 1917 | Her Good Name                | Agnes Gurnee             | |
| 1917 | God's Man                    | Bertie                   | |
| 1917 | On Trial                     | Mrs. Robert Strickland   | |
| 1917 | Parentage                    | Agnes Melton             | |
| 1917 | Sins of Ambition             | Ruth Maxwell             | |
| 1918 | Empty Pockets                | Muriel Schuyler          | |
| 1918 | Vengeance                    | Lady Elsie Drillingcourt | |
| 1918 | The Heart of a Girl          | Betty Lansing            | |
| 1918 | Heredity                     | Nedda Trevor, de adulta  | Título alternativo: The Blood of the Trevors |
| 1918 | Just Sylvia                  | Sylvia                   | |
| 1919 | Peg o' My Heart              | Ethel Chicester          | *La película iba a hacer una adaptación de una obra y iba a estar producida por Famous Players-Lasky. La película nunca pudo ser estrenada debido a problemas con derechos de autor con J. Hartley Manners y su esposa Laurette Taylor. A Taylor se le permitió hacer una versión de la obra en 1922, fue producida por Metro Pictures y dirigida por King Vidor |
| 1919 | What Love Forgives           |                          | |
| 1919 | The Silver King              |                          | |
| 1919 | The Rough Neck               | Frances                  | Título alternativo: The Roughneck |
| 1919 | The Man Who Turned White     |                          | |
| 1919 | Dangerous Hours              | May Weston               | |
| 1920 | Dangerous Days               | Audrey Valentine         | |
| 1920 | Out of the Storm             | Margaret Hill            | |
| 1920 | The Branding Iron            | Joan Carver              | |
| 1921 | The Child Thou Gavest Me     | Norma Huntley            | |
| 1922 | False Fronts                 | Helen Baxter             | |
| 1922 | What's Wrong with the Women? | Janet Lee                | |
| 1922 | The Streets of New York      | Lucy Bloodgood           | |
| 1922 | My Friend the Devil          | Anna Ryder               | |
| 1923 | The Net                      | Allayne Norman           | |